# Haltepunkt Zugló

Der Haltepunkt Zugló ist eine Betriebsstelle der Bahnstrecke Budapest-Nyugati–Szolnok im gleichnamigen XIV. Bezirk der ungarischen Hauptstadt Budapest.

## Lage
Der Haltepunkt liegt in der Stadthälfte Pest, etwa vier Kilometer östlich des Zentrums.

## Geschichte
Ein Haltepunkt Zugló wurde bereits 1940 in der Nähe der heutigen Betriebsstelle als Ersatz für die aufgelassenen Haltepunkte Városliget und Ferencz József laktanya provisorisch eingerichtet. Bei der Höherlegung des innerstädtischen Streckenabschnittes zur Beseitigung der vielen Bahnübergänge musste jedoch eine neue Verkehrsstation errichtet werden, die bedingt durch den Zweiten Weltkrieg erst 1948 unter dem Namen Rákosváros in Betrieb genommen werden konnte. 1974 wurde der Haltepunkt in Budapest-Zugló umbenannt, seit 2010 heißt er lediglich Zugló.

## Anlagen
Der Haltepunkt verfügt über einen größtenteils überdachten Mittelbahnsteig. Auf diesem gibt es einen Warteraum und einen Fahrkartenschalter.

## Betrieb
Zugló wird von Personenzügen von Budapest-Nyugati nach Monor, Cegléd und Lajosmizse bedient. Im Fernverkehr halten auch InterCitys und InterRégiós von Budapest-Nyugati in Richtung Nyíregyháza und Szeged in Zugló.